# 기흉
기흉(氣胸, pneumothorax)은 허파와 흉부벽 사이의 흉강에 공기가 비정상적으로 모이는 현상을 말한다. 즉, 폐의 일부가 약해지면서 폐 표면에 작은 기포들 즉 폐 기포(Bulla)가 형성되고 그 기포의 파열로 폐 속의 공기가 늑막(폐를 감싸고 있는 두 겹의 얇은 막)강내에 공기가 차이는 현상 또는 그러한 질환이다. 개정된 의학 용어로는 공기가슴증이다.

## 발생원인
- 폐의 일부가 약해지면서 폐 표면에 작은 기포들 즉 폐 기포(Bulla)가 형성되고 그 기포의 파열로 폐 속의 공기가 늑막강내로 유출되어서 생긴다. 기포파열의 원인으로는 폐의 신축,이완 작용과 신체 활동에 따른 폐-기포-흉막간의 마찰, 이를 보조하는 윤활액,점액의 부족 등으로 추정되지만 정확한 원인은 밝혀지지 않았다. 따라서 근본적인 예방법도 없는 것이 현실이다. 뿐만 아니라 흉부에 충격을 받았을지라도 즉시 재발되는경우는 외상성 기흉에 한정되고 일차성 기흉은 나중에 악화가 진행됨에 따라 발현된다.
- 원인은 아래 항목으로 추정되며 높을수록 유력하므로 주의하면 재발방지에 큰 도움이된다.
- 주 원인으로 추정됨

1. 가슴과 어께에 잦은 압박
2. 흡연

- 연관될 수 있는 원인제공으로 추정됨

1. 대기오염
2. 대기압력의 급격한 변화
3. 진동, 소음등에 의한 폐기포의 파열
4. 빠른 성장
5. 호흡

- 특히 키가 빨리 자라지만 폐가 그 성장 속도를 따라가지 못하는 경우 생기는 압력 차이로 인한 폐 기포의 파열 또는 회복에 필요한 영양분의 부족.
- 주 원인으로는 짐을 많이 넣어서 무거워진 백팩, 숄더백 들을 착용하는데 있으며 대개 성장기인 청소년들에 많이 나타난다. 국내 교육체계상 교과서, 참고서, 문제집 등 수납하여 무겁고 집에서 도보로 매일등하교 하는경우 취약하므로 대처가 필요하다.
- 흡연은 장기간 지속되는경우 폐조직을 손상시키므로 자주 노출되지 않는 것이 치료에 도움된다. 대기오염으로인한것 외에 대개 승용차량으로 터널통과후, 산악도로이용, 밀폐된 방에서 문을급하게 개패후, 외부에서 흉부의충격을 가하는 등 압력을 급격하게 변화시키는 요인들로 원인부위의 손상을 줄 수 있다. 일상적인 외력에 의하여 즉시 발병하지 않더라도 이러한 원인들을 격고난뒤에 일상적인 호흡도중 비로소 재발하는 경우가 대다수경우이므로 원인을 유추하는데 어렵다.
- 기흉 이력이 없는 건강한 사람이라 할지라도 이럿다할 원인에 취약하다면 쉽게 발병할 수 있으므로 현대화된 문명과 같이 동반된 질병임이 유력하다.

## 종류
기흉은 발생한 이유에 따라 다음과 같이 분류된다.

### 자연 기흉
외상없이 저절로 생기는 것으로, 일차성(원발성)과 이차성(속발성)으로 나누어짐.
1. 일차성 : 젊은 연령층에서 폐에 질환없이 폐에서 공기가 새서 생기는 경우.
2. 이차성 : 주로 노년층에서 폐의 질환으로 인해 생기는 경우.
  1. 만성 폐쇄성 폐질환(COPD) - m/c
  2. 결핵
  3. 낭성섬유증(cystic fibrosis)
  4. 천식
  5. 그 외 - 폐렴, 폐암, AIDS 등

### 긴장성 기흉
긴장성 기흉(緊張性氣胸, Tension Pneumothorax)은 한쪽 폐의 기흉으로 인하여 심장이 반대편으로 밀리면서 대정맥이 꺾이면서 정맥의 혈액이 심장을 돌아오지 못하여 쇼크 상태가 되고, 한쪽 폐가 갑자기 기능부전에 빠짐으로 일어나는 응급상황이다. 즉각 진단 및 치료하지 못하면 사망할 수 있다. 이는 가슴 X-Ray 사진을 통해 파악할 수 있으며 긴장성 기흉 발생시 병원 응급실에서 병변이 있는 dv쪽의 2~3번 앞쪽 늑간에 굵은 주사바늘을 찌르고 흉관삽관술을 즉시 하여야 한다. 자연적 기흉(이를테면, 수포의 파열) 또한 폐의 손상된 부분을 밀봉하지 않아 누출되면 긴장성 기흉으로 악화될 수 있으니 주의해야 한다.

### 외상성 기흉
교통사고, 상해, 추락 등 외상에 의하여 발생하며 통상 갈비뼈 골절이 동반된다.

### 의인성 기흉
폐조직 검사를 위한 폐생검, 카테터 삽입, 침술 등의 의학적 시술 도중 발생한 기흉을 뜻한다.

### 월경성 기흉
여자의 경우 월경일에 따라 기흉이 반복적으로 발생하는 경우.

## 기흉이 잘 생기는 사람
- 일차성 자연 기흉의 경우 통계적으로

1. 음식을 가려먹거나 끼니를 자주 거르는 사람
2. 무거운 짐을 자주메고 다니는사람
3. 키가 크고, 마른 사람 - 저 체중인 경우가 68.7%, 정상체중인 경우가 28.7%
4. 젊은 사람 - 10, 20대가 전체 발생의 83% (특히 고등학생 및 대학생이 많다.)
5. 남자 - 남자가 여자보다 8 배정도 높음 (대개 무거운짐등을 큰 꺼림 없이 매는경우.)
6. 담배 피우는 사람이 잘 걸린다고 한다.(환자의 90%)

## 증상
- 가슴 통증 : 최초 발병시에는 극심한 통증을 유발하는데 여러차례 재발되면 가슴통증 보다는 대개 허리를 굽힐때 구르륵 거리며 공기가 이동하는 느낌만 남게 된다. 가슴이 허한 느낌, 호흡을 끝까지 할 수 없으므로 여간 불편함을 야기한다. 기흉으로 인한 가슴통증은 제자리에서 뛰거나 할 때 나타나는 특징적인 감이 있기 때문에 한번 기흉이 발생했던 사람은 일반적인 가슴근육통과 구분이 가능하다. 치료가 되고나서도 기흉원인이 된 부위의 통증은 계속되고 소량의 공기유출이 지속되며 치유가 반복될 수 있다.

- 호흡 곤란 : 일반적으로 기흉에서의 호흡곤란은 가슴이 답답한 느낌, 숨이 잘 쉬어지지 않는 느낌 정도로 호흡곤란 증상이 가볍게 발생하는 경우가 많다. 그러나 긴장성 기흉같은 기포의 파열이 심하게 일어난 경우에는 호흡이 힘들어 실신, 기절, 졸도에 이르는 경우도 있다.

- 잦은 기침

- 빈혈, 실신 : 긴장성 기흉이 원인이 되며 발병이 이루어진 뒤 무리를 하다보면 종종 나타난다. 출혈이 아니라면 수분내에 안정을취할시 회복이 된다.

- 기절, 졸도 : 심각할 경우 긴장성 기흉으로 사망할 수 있으며 혈흉(외상 또는 폐조직이 염증 등의 이유로 흉강에 달라 붙었다가 재발조직과 찢어지며 떨어지는 경우) 등으로 출혈이 심하여 호흡곤란과 실신절도 할 수 있으며 뇌로 이어지는 혈액 순환이 저해되는경우 대개 빈혈을 동반하며, 인지, 판단 저하, 심한경우 신체마비나 식물인간 또는 사망에 이르를 수 있다.

출혈이 동반된 경우에는 대개 호흡도중 폐조직이 여닫히는 느낌이 발생하며 해당부위가 페인것과 같이 따갑고 누웠을 때 공기가 흉강내 찬 혈액으로 공기방울이 올라가며 부글거리게 된다.
실신, 기절, 졸도의경우 죽을것 같다는 압박감을 동반하므로 대단히 위험한 상황임을 인지할 필요가 있고 주저없이 전문의사의 진료받아야 한다.

## 진단방법
- 청진기 - 숨을 들여마신 상태에서 진단하는 것이 아닌, 호흡하는 상태에서 청진하면 기흉이 생긴 쪽은 정상인 쪽에 비해 상대적으로 호흡음이 많이 감소하여 기흉이 발생했음을 짐작 할 수 있다.
- 방사선 촬영 - 직립 전후 흉부 방사선 검사를 실시한다.
- 흉강조영술 및 컴퓨터 촬영 - 폐기포를 정확히 확인하기 위하여 흉부전산화단층촬영(흉강조영술 컴퓨터촬영, CT)을 실시한다.
- 환자의 자가진단시 제자리에서 살짝 뛰면 폐의 상하 진동에 의해 기침이 발생한다. 공기가 소량 발생한경우 허리를 굽힐때 공기움직임을 느낄 수 있다. 다만 미량의 경우에는 몸을 숙이거나 누워도 기포가 움직이지 않고 수일내에 흡수될 뿐만 아니라 CT상으로도 진단이 매우 어려우므로 참고해야한다.

## 치료법

### 치료의 목적
- 늑막강내 공기의 제거
- 폐기능의 조속한 회복
- 재발방지

### 치료방법
- 자연치유 유도

1. 안정 및 산소치료법
2. 흉강천자
3. 흉관삽입술 - 국소 마취 후 가슴에 1 cm 가량의 절개를 한 후 볼펜 굵기의 튜브를 가슴 안(늑막강내)에 삽입하여 공기를 배출하여 치료

- 폐기포 절제술

1. 개흉후 절제
2. 혹은 늑막강내에 내시경을 삽입하여 레이저 시술을 시행. (흉강경 시술)

## 회복 과정에서 해 주어야 할 것들
- 폐 확장을 위한 기침. 가래도 함께 뱉어내기 위함. 다만 기침을 심하게 할 경우 폐에 압력이 가해져 약해진 소기포가 다시 파열될 수 있으니 주의가 필요하다.
- inspirometer 등을 이용한 폐 확장 운동.
- 수술을 했을 경우 감염을 방지하기 위해 상처 부위의 소독

## 재발
기흉은 근본적인 치료법이 존재하지 않으므로 재발의 위험성을 내포한다.
- 수술하지 않고 치료한 경우 재발율은 30-50%에 이른다.
- 수술을 동반하여 치료한 경우에는 재발율이 10%정도로 낮다.
- 수술 후에 흉강경등 봉합한 부위에서 다시 바람이 새어 나와 기흉이 재발할 가능성도 확률상 4% 정도에 든다.
- 하지만 재발을 막기 위하여 흉관삽입술을 실시해도 증상이 사라지지 않는 경우나 수술 후에 재발한 경우에도 망설이지 말고 수술을 해야 한다.
- 폐기포 절제술을 시행할 경우 위치에 따라 폐기능의 저하가 동반될 수 있으니 고려가 필요하며 손상된 폐기포가 여러부위라면 그마저도 환자에게 잦은재발로 큰 부담이 되므로 수술을 할 수 밖에 없게된다.

## 예방법
- 근본적인 예방법은 알려진 바가 없으나 기흉이 키크고 마른사람에서 자주 발생한다는 점을 미루어볼때 재발방지에 고려할 수 있음.
- 기흉은 방치하게 되면 중증이상으로 상태가 걷잡을 수 없게되므로 예방이 최선이다.

1. 무거운 짐을 자주 매는경우 자제해야 한다. 직업상의 잦은이유라면 대처방안을 고려해야 한다.
2. 직접흡연 또는 간접흡연을 조심하여야 하며 노출시 맑은 공기를 호흡 한다.
3. 음식을 골고루 제때 챙겨먹으므로 폐조직의 윤활액이 보다 풍부짐에 예방이 될것으로 사료되며, 편식하는 습관과 식사를 거르는 것은 회복에 좋지 않으므로 무엇보다도 바른 식습관을 가진다.
4. 호흡기가 건조해지면 얇게 이루어진 폐조직이 손상되기 쉽다. 겨울철 건조한 피부가 쉽게 상처나는 것과 같은 원리이며 에어컨, 히터, 온풍기 등의 건조한 환경을 피하고, 가습기를 트는 등 적당한 습도를 유지하는 것이 좋다. 물 섭취량을 늘리면 도움이 된다.
5. 기흉의 증상이 있을 경우 미리 진단받아서 합병증을 예방해야한다.